# Liste der Baudenkmäler in Teunz
Auf dieser Seite sind die Baudenkmäler in der Oberpfälzer Gemeinde Teunz zusammengestellt. Diese Tabelle ist eine Teilliste der Liste der Baudenkmäler in Bayern. Grundlage ist die Bayerische Denkmalliste, die auf Basis des Bayerischen Denkmalschutzgesetzes vom 1. Oktober 1973 erstmals erstellt wurde und seither durch das Bayerische Landesamt für Denkmalpflege geführt wird. Die folgenden Angaben ersetzen nicht die rechtsverbindliche Auskunft der Denkmalschutzbehörde.
 Die Liste gibt den Fortschreibungsstand vom 4. Juli 2018 wieder und umfasst neunzehn Baudenkmäler.

## Baudenkmäler nach Gemeindeteilen

### Teunz
| Lage                                                                          | Objekt                                | Beschreibung | Akten-Nr.     | Bild           |
| ----------------------------------------------------------------------------- | ------------------------------------- | --- | ------------- | -------------- |
| Fuchsberger Straße 29 (Standort)                                              | Ehemalige Glasschleife                | Zweigeschossiger Halbwalmdachbau in Hanglage mit Holzschindeln, 1802; mit Triebwasserkanal.                                                                   | D-3-76-171-1  | BW             |
| Hauptstraße 14 (Standort)                                                     | Ehemaliges Schulhaus                  | Zweigeschossiger traufständiger Satteldachbau mit Stichbogenfenstern und Zwerchgiebel, um 1870.                                                               | D-3-76-171-2  | BW             |
| Hauptstraße 16 (Standort)                                                     | Katholische Pfarrkirche Sankt Lambert | Saalraum mit eingezogenem Chor, Tonnengewölbe mit Stichkappen, um 1723, Altarraum 1961 nach Süden erweitert, Nordturm mit Zwiebelhaube 1834; mit Ausstattung. | D-3-76-171-3  | weitere Bilder |
| Hauptstraße 17 (Standort)                                                     | Gasthof                               | Zweigeschossiger Walmdachbau mit Stichbogenfenstern, Ende 18. Jahrhundert.                                                                                    | D-3-76-171-4  | BW             |
| Hauptstraße 23 (Standort)                                                     | Zum Pfarrhof gehöriges Stallgebäude   | Stattlicher Satteldachbau mit dreischiffigem Erdgeschossgewölbe, erste Hälfte 18. Jahrhundert.                                                                | D-3-76-171-5  | BW             |
| Hofwiesen, südlich des Ortes (Standort)                                       | Feldkapelle                           | Kleiner Satteldachbau, 18. Jahrhundert; südlich Bildstock, 17./18. Jahrhundert.                                                                               | D-3-76-171-8  | weitere Bilder |
| Nähe Nabburger Straße, an der Faustnitzbrücke (Standort)                      | Heiliger Johannes von Nepomuk         | Barockisierende Holzfigur, 19. Jahrhundert. | D-3-76-171-7  | BW             |
| Nähe Nabburger Straße; Schulstraße 11 (Standort)                              | Kelleranlagen                         | Gruppe von elf Lagerkellern, zweite Hälfte 19. Jahrhundert.                                                                                                   | D-3-76-171-20 | BW             |
| Niedermuracher Straße 1; Murach (Standort)                                    | Hochwasserüberlauf                    | Wehranlage aus Granit; gemauerter Bildstock in Bachmitte, 1859.                                                                                               | D-3-76-171-6  | BW             |
| Oberviechtacher Straße 15, an der Straße nach Oberviechtach (Standort)        | Marter                                | Schmiedeeisernes Kruzifix auf Steinstele, um 1890, Totenbretter, bezeichnet mit 1936, 1943, erneuert.                                                         | D-3-76-171-10 | BW             |
| Nähe Oberviechtacher Straße, an der Kreisstraße 41 in Richtung Hof (Standort) | Gruppe von sieben Lagerkellern        | Einer bezeichnet mit 1867, Gewölbeanlagen; ein weiterer Keller mit zugefülltem Eingang.                                                                       | D-3-76-171-9  | BW             |
| Strassfeld, am Ortsausgang an der Straße nach Oberviechtach (Standort)        | Steinkreuz                            | Ein Kreuzarm beschädigt, wohl mittelalterlich. | D-3-76-171-11 | weitere Bilder |

### Fuchsberg
| Lage                                              | Objekt                             | Beschreibung                                                                                      | Akten-Nr.     | Bild           |
| ------------------------------------------------- | ---------------------------------- | ------------------------------------------------------------------------------------------------- | ------------- | -------------- |
| Bierbrunnen; Bierbrunnen 1 (Standort)             | Ehemaliges Schloss, jetzt Brauerei | Im Kern mittelalterlich, im 19. Jahrhundert verändert; Stadel beim Einfahrtstor, 19. Jahrhundert. | D-3-76-171-15 | weitere Bilder |
| Bubenlohe 7 (Standort)                            | Herrnmühle                         | Satteldachbau, um 1890, im Kern älter.                                                            | D-3-76-171-13 | BW             |
| Untere Dorfstraße 14 (Standort)                   | Wohnstallhaus                      | 17. Jahrhundert, mit Halbwalmdach über dem Stall und mit Giebelverbretterung.                     | D-3-76-171-14 | BW             |
| Zum Jakobi 1, am Weg nach Hermannsried (Standort) | Wallfahrtskirche St. Jakob         | Mit Mansarddach und Dachreiter, um 1766; mit Ausstattung.                                         | D-3-76-171-16 | weitere Bilder |

### Kühried
| Lage                  | Objekt        | Beschreibung                                                           | Akten-Nr.     | Bild          |
| --------------------- | ------------- | ---------------------------------------------------------------------- | ------------- | ------------- |
| Kühried 28 (Standort) | Wohnstallhaus | 18. Jahrhundert, Satteldachbau mit Seitengred und Giebelverbretterung. | D-3-76-171-17 | Wohnstallhaus |

### Ödmiesbach
| Lage | Objekt       | Beschreibung                                                                         | Akten-Nr.     | Bild |
| ---- | ------------ | ------------------------------------------------------------------------------------ | ------------- | ---- |
| ()   | Schauerkreuz | 19. Jahrhundert. Nicht nachqualifiziert, im Bayerischen Denkmalatlas nicht kartiert. | D-3-76-171-18 |      |

### Wildstein
| Lage                                                    | Objekt                                        | Beschreibung     | Akten-Nr.     | Bild           |
| ------------------------------------------------------- | --------------------------------------------- | ---------------- | ------------- | -------------- |
| Schlossberg, auf Bergkuppe westlich vom Dorf (Standort) | Mauerreste des ehemaligen Schlosses Wildstein | 14. Jahrhundert. | D-3-76-171-19 | weitere Bilder |